# Ернесто Фаріас
Ернесто Фаріас (ісп. Ernesto Farías, нар. 29 травня 1980, Тренке Лаукен) — аргентинський футболіст, нападник клубу «Америка де Калі».
Виступав, зокрема, за «Естудьянтес» та «Порту», а також провів одну гру у складі національної збірної Аргентини.

## Клубна кар'єра
У дорослому футболі дебютував виступами за команду «Естудьянтес». 10 травня 1997 року в матчі проти «Лануса» він дебютував у аргентинській Прімері. За сім сезонів Ернесто забив 93 м'яча і посів п'яте місце в списку найкращих бомбардиром клубу за всю історію, а у 2003 році став найкращим снайпером Апертури.
У 2004 році він перейшов у італійський «Палермо», де возз'єднався зі своїм співвітчизником Маріано Гонсалесом. У Серії А Фаріас взяв участь в 13 матчах, але голів не забив. Після закінчення сезону він повернувся на батьківщину, підписавши угоду в клубом «Рівер Плейт». У складі нової команди він став найкращим бомбардиром Кубка Лібертадорес і допоміг їй дістатися до 1/4 фіналу.
Після вдалого виступу на батьківщині Фаріас повинен був перейти в мексиканську «Толуку», але через невірно оформлені документи перейшов у португальське «Порту». Сума трансферу склала 4 млн євро. 12 січня в матчі проти «Браги» він забив свій перший гол у Сангріш-лізі. Незважаючи на те, що Ернесто був дублером Халка, Радамеля Фалькао і Лісандро Лопеса, йому вдалося забити 23 голи, а також двічі виграти чемпіонат і Кубок Португалії.
У 2010 році Фаріас перейшов у бразильський «Крузейру». 5 вересня в матчі проти «Палмейраса» він дебютував у Серії А. У цьому ж поєдинку він забив свій перший гол. З «Крузейру» Фаріас став чемпіоном Бразилії і виграв Лігу Мінейро. У 2012 році Ернесто на правах оренди перейшов в «Індепендьєнте». 12 лютого в матчі проти «Сан-Мартіна» він дебютував за клуб. 11 березня в поєдинку проти «Бока Хуніорс» Фаріас зробив хет-трик.
Влітку 2014 року Ернесто перейшов у уругвайський «Данубіо». 24 серпня в матчі проти «Атенаса» він дебютував в уругвайській Прімері. У цьому поєдинку він забив свій перший гол за команду, реалізувавши пенальті.
До складу клубу «Америка де Калі» приєднався 2015 року. Відтоді встиг відіграти за команду з Калі 66 матчів в національному чемпіонаті.

## Виступи за збірні
1997 року дебютував у складі юнацької збірної Аргентини, взяв участь у 2 іграх на юнацькому рівні.
1999 року залучався до складу молодіжної збірної Аргентини. На молодіжному рівні зіграв у 3 офіційних матчах та взяв участь у молодіжному чемпіонаті світу у Нігерії, а також виграв длмашній молодіжний чемпіонат Південної Америки.
3 вересня 2005 року в відбірковому матчі до чемпіонату світу 2006 проти збірної Парагваю Ернесто зіграв свій перший і єдиний матч у складі національної збірної Аргентини.

## Титули і досягнення

### Командні
- Чемпіон Португалії (2):

«Порту»: 2007/08, 2008/09
- Володар Кубка Португалії (2):

«Порту»: 2008/09, 2009/10
- Володар Суперкубка Португалії (2):

«Порту»: 2009
- Переможець Ліги Мінейро (2):

«Крузейру»: 2011
- Чемпіон Південної Америки серед молодіжних команд (1):

Аргентина U-20: 1999

### Особисті
- Найкращий бомбардир чемпіонату Аргентини: Апертура 2003 (12 голів)
- Найкращий бомбардир Кубка Лібертадорес: 2006 (5 голів)